# فرانك ستيرنز
فرانك ستيرنز (بالإنجليزية: Frank Stearns)‏ هو شخصية أعمال أمريكي، ولد في 8 نوفمبر 1856، وتوفي في 1939.